# Gestora de Inversiones Audiovisuales La Sexta
Gestora de Inversiones Audiovisuales La Sexta (en français Gestionnaire des placements de l'audiovisuel La Sexta) est un groupe audiovisuel espagnol qui s'est construit autour de la chaîne de télévision commerciale hertzienne laSexta.

## Historique
Le 14 décembre 2011, Grupo Antena 3 annonce qu'il va fusionner avec Gestora de Inversiones Audiovisuales La Sexta. Ils fusionneront le 1er octobre 2012 pour donner Atresmedia Corporación.

## Activités du groupe

### Chaînes
- laSexta: Première chaîne créée par le groupe, généraliste. Disponible en HD
- Xplora: Chaîne thématique découverte, créée en 2012 en remplacement de laSexta2.
- laSexta3: Chaîne généraliste, créée en 2010.

## Organisation
Dirigeants : Président : Emilio Aragón

## Capital
Le capital de Gestora de Inversiones Audiovisuales La Sexta est detenu à 51,7 % par GAMP Audovisual, S.A., à 40,5 % par Grupo Televisa, S.A.B. et à 7,8 % par Gala Desarrollos Comerciales, S.L.U.